# میدوی، شهرستان پوتنام، ویرجینیای غربی
میدوی (به انگلیسی: Midway) یک منطقهٔ مسکونی در ایالات متحده آمریکا است که در شهرستان پاتنم، ویرجینیای غربی واقع شده‌است.